# Moholm
Moholm is een plaats in de gemeente Töreboda in het landschap Västergötland en de provincie Västra Götalands län in Zweden. De plaats heeft 664 inwoners (2005) en een oppervlakte van 108 hectare.

## Verkeer en vervoer
Bij de plaats lopen de Länsväg 200 en Länsväg 201.
De plaats heeft een station aan de spoorlijn Stockholm - Göteborg en vroeger ook aan de spoorlijn Mariestad - Moholm.